# Rallye de Rideau Lakes 1974
Le Rallye de Rideau Lakes 1974 (3rd Rally Rideau Lakes), disputé du 16 au 20 octobre 1974, est la dix-huitième manche du championnat du monde des rallyes (WRC) courue depuis 1973 et la cinquième manche du championnat 1974.

## Contexte avant la course

### Le championnat du monde
Pour sa seconde année d'existence, le Championnat Mondial des Rallyes pour Marques a dû faire face à la crise énergétique, qui a eu pour effet l'annulation des rallyes de Suède, de Nouvelle-Zélande et de l'Acropole. Au lieu des onze épreuves prévues (contre treize en 1973), seules huit ont été maintenues. Le rallye de Rideau Lakes a lieu deux semaines après le rallye Sanremo et constitue la cinquième manche de la saison. Les épreuves du championnat sont réservées aux voitures des catégories suivantes :
- Groupe 1 : voitures de tourisme de série
- Groupe 2 : voitures de tourisme spéciales
- Groupe 3 : voitures de grand tourisme de série
- Groupe 4 : voitures de grand tourisme spéciales

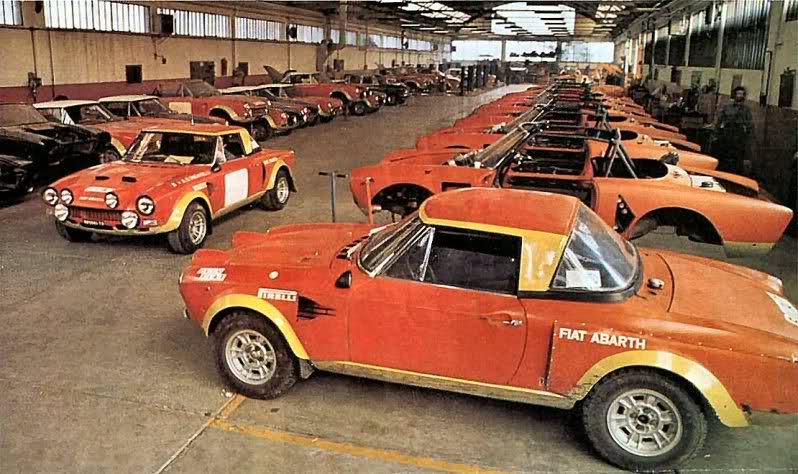
L'atelier de préparation des spiders 124 officiels. Fiat dispose d'un budget important pour la saison 1974.

Ayant considérablement réduit sa participation cette saison, se limitant à quelques épreuves de grande notoriété, le constructeur français Alpine-Renault, champion du monde en titre, a laissé le champ libre à Fiat (second en 1973), qui a consenti un important budget à la conquête de la couronne mondiale. Malgré une participation massive des spiders 124, le constructeur italien, en tête du championnat après quatre manches, n'a toutefois remporté que l'épreuve d'ouverture, au Portugal. L'implication tardive de Lancia, vainqueur à San Remo avec la Stratos tout juste homologuée en groupe 4, a relancé l'intérêt d'un championnat qui semblait acquis d'avance au premier constructeur italien.

### L'épreuve
Auparavant appelée Rallye de Silver Lake, cette épreuve canadienne fut créée en 1965. Tout d'abord épreuve de régularité, ce n'est qu'en 1972 qu'elle intégra les épreuves chronométrées. Rebaptisée Rallye de Rideau Lakes en 1973, l'épreuve devient alors internationale. C'est grâce à son tracé très sélectif et sa parfaite organisation qu'elle est promue épreuve mondiale en 1974, pour sa troisième édition avec épreuves spéciales.
Ce rallye, dont les secteurs chronométrés sont entièrement disputés sur terre, s'apparente au Rallye des 1000 lacs pour ses nombreuses bosses et au RAC pour son parcours secret sur chemins forestiers. Le parcours, qui a pour cadre la région des grands lacs de l'Ontario, n'est dévoilé aux équipages que trente-six heures avant le départ.

## Le parcours
- départ : 16 octobre 1974 de Smiths Falls
- arrivée : 20 octobre 1974 à Smiths Falls

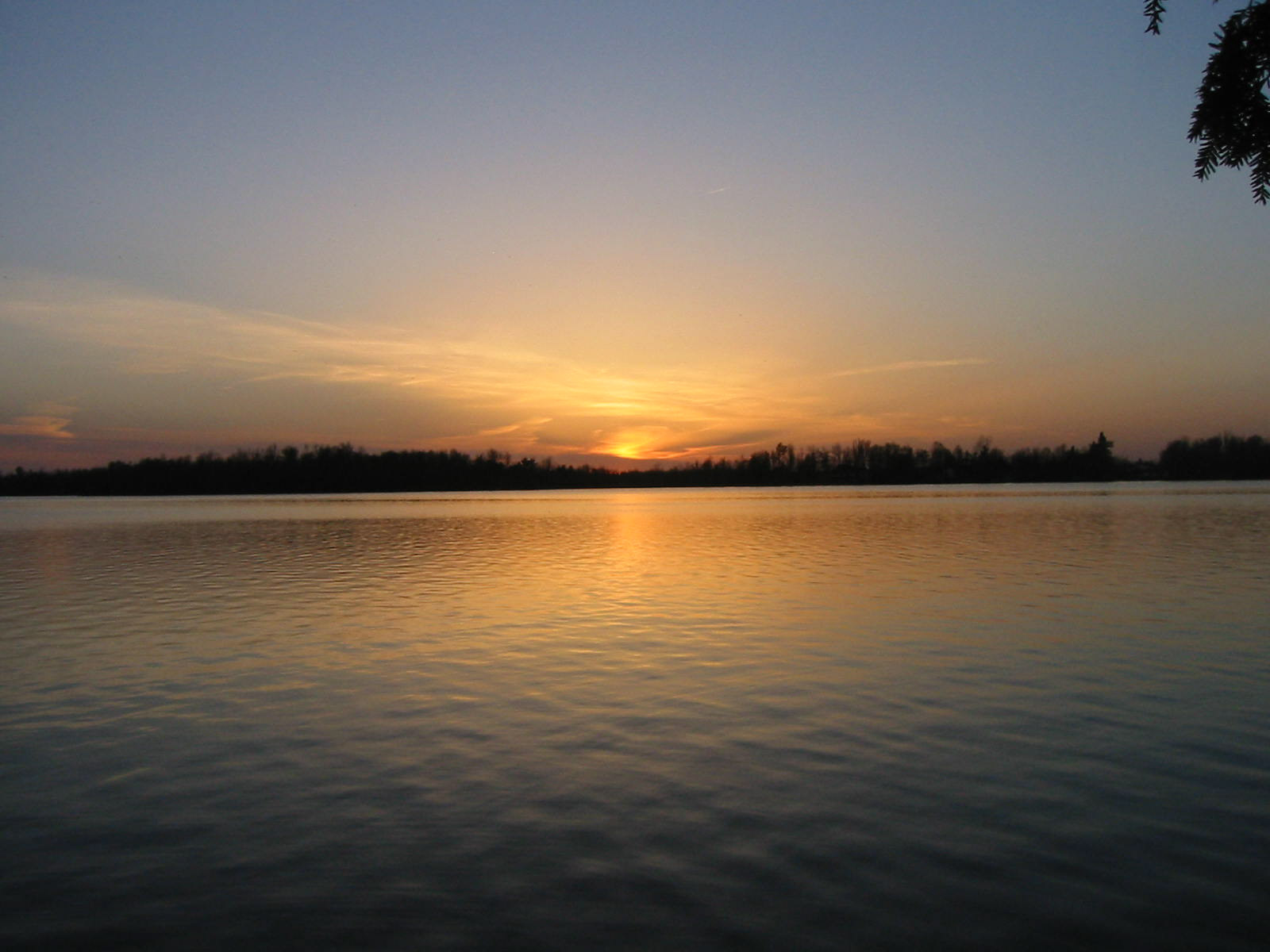
Le rallye se déroule dans la région du Grand Lac Rideau, en Ontario.

- distance : 1 700 km dont 367 km sur 37 épreuves spéciales (40 épreuves initialement prévues)
- surface : terre
- Parcours divisé en deux étapes[2]

### Première étape
- Smiths Falls - Smiths Falls, du 16 au 18 octobre
- 16 épreuves spéciales

### Deuxième étape
- Smiths Falls - Smiths Falls, du 18 au 20 octobre
- 21 épreuves spéciales (24 épreuves initialement prévues)

## Les forces en présence
- Fiat

Défendant sa place au championnat du monde, Fiat Rally a engagé trois spiders 124 Abarth groupe 4, en version à huit soupapes (1 850 cm3, près de 180 chevaux). Ils sont confiés à Markku Alén, Alcide Paganelli et au pilote local Jean-Paul Pérusse. En parallèle, et toujours dans l'optique du championnat, deux autres pilotes de l'équipe, Maurizio Verini et Sergio Barbasio, effectuent sur des voitures identiques les reconnaissances de l'épreuve suivante, le Rallye Press on Regardless, qui aura lieu deux semaines plus tard. Les 124 Abarth pèsent environ 900 kg.
- Lancia

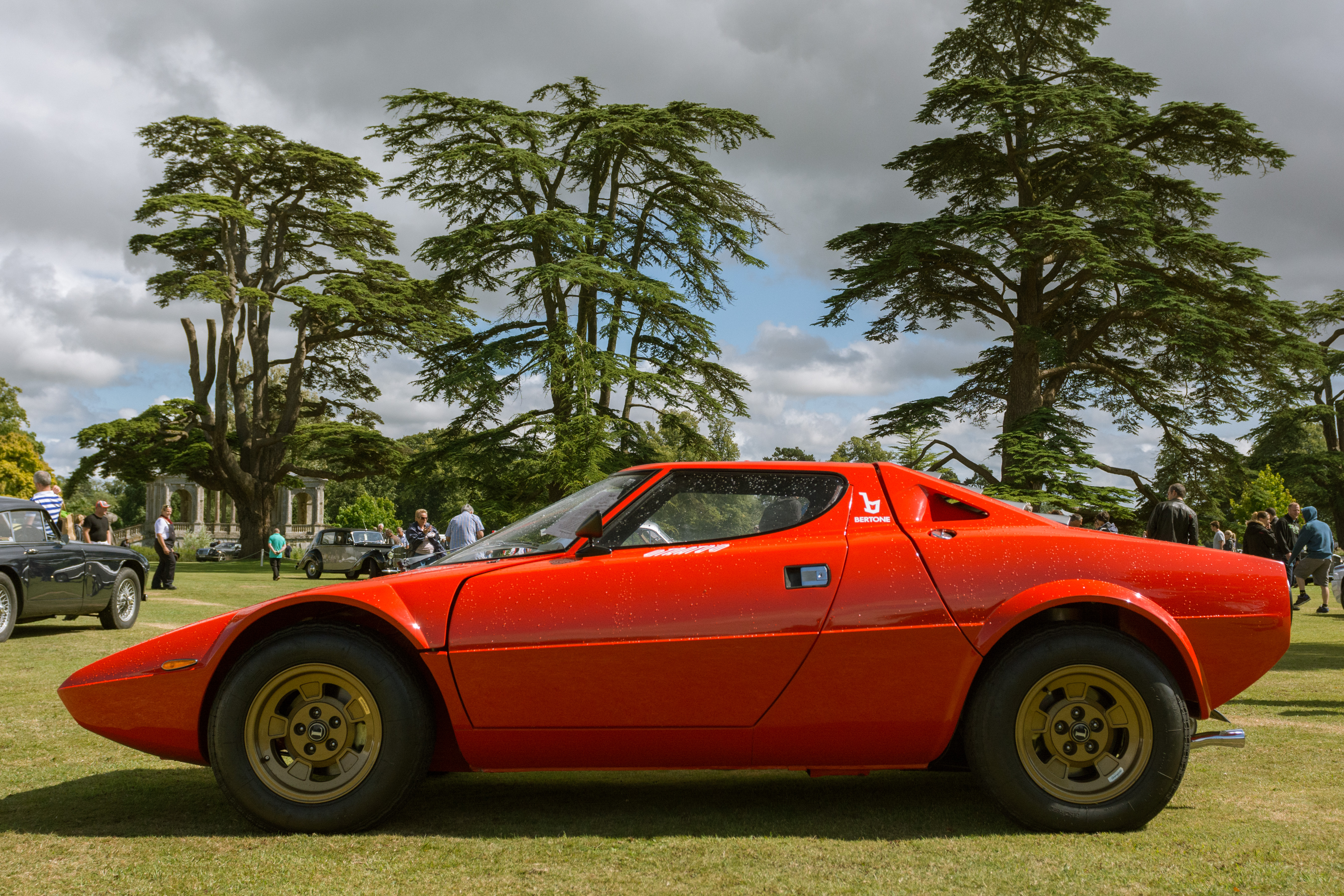
La production de 500 exemplaires de la Stratos en version Stradale a permis son homologation en GT le 1er octobre.

Les épreuves nord-américaines du championnat n'étaient pas au programme de la Scuderia Lancia, mais la victoire de la Stratos de Sandro Munari à San Remo, positionnant la marque à seulement seize points de Fiat, a amené Cesare Fiorio à donner son feu vert pour un déplacement outre Atlantique. Munari dispose une nouvelle fois de la Stratos (tout récemment homologuée en groupe 4) à moteur 12 soupapes (2 400 cm3, 250 chevaux). Il est épaulé par Simo Lampinen et Mauro Pregliasco, qui disposent chacun d'un coupé Beta groupe 4 (1 800 cm3, version seize soupapes 180 chevaux pour Lampinen, version huit soupapes 160 chevaux pour Pregliasco).
- Alpine-Renault

Le constructeur français ne participe pas officiellement à l'épreuve, mais a néanmoins prêté une voiture de reconnaissance préparée par l'usine à Guy Chasseuil, qui va disputer les deux manches nord-américaines à son volant. Il s'agit d'une berlinette A110 groupe 4 (1 600 cm3, environ 160 chevaux).
- Datsun

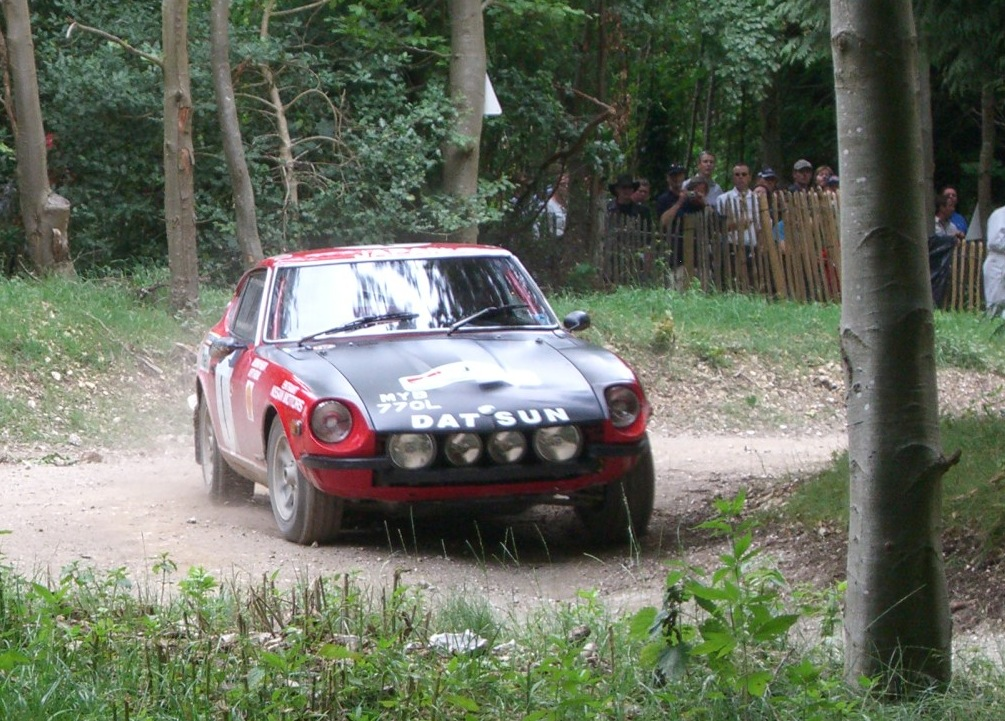
Les Datsun constituent l'essentiel du plateau. Ici un coupé 240Z lors d'une manifestation historique.

Avec non moins de 25 voitures (privées) au départ, soit près de la moitié du plateau, Datsun est le constructeur le plus représenté, et peut espérer marquer des points au championnat, ses coupés 240Z ou 260Z et ses berlines 510 s'avérant généralement fiables.
- Ford

L'Américain John Buffum et le Britannique Keith Billows disposent chacun d'une Escort RS1600 groupe 2 privée, une voiture capable de briguer un très bon classement en cas de défaillance des Fiat ou Lancia officielles.
- Morris

Tout comme en Finlande, le Britannique Brian Culcheth dispose d'une Morris Marina groupe 2, un modèle suffisamment à l'aise sur les pistes forestières pour pouvoir briguer une place dans les dix premiers.
- Toyota

Vainqueur de l'épreuve l'année précédente au volant d'une Corolla 1600 groupe 2, le Canadien Walter Boyce dispose cette fois d'un coupé Celica 1600. Le Finlandais Taisto Heinonen, sur Corolla, a quant à lui déclaré forfait.
- Porsche

Le pilote polonais Sobiesław Zasada s'aligne au volant de sa Porsche Carrera RS groupe 4 personnelle.

## Déroulement de la course

### Première étape
Le départ est donné de nuit, le mercredi 16 octobre. Sur les 65 équipages inscrits, seuls 51 s'élancent de Smiths Falls. Les deux premières spéciales voient s'affronter les deux favoris, Sandro Munari (Lancia Stratos) et Markku Alén (Fiat 124 Abarth), qui se portent immédiatement en tête de la course. Ce dernier doit bientôt renoncer, suspension cassée à la suite d'un contact avec un rocher dans le troisième secteur chronométré. Ce tronçon est également fatal à La Lancia Beta de Mauro Pregliasco, qui abandonne à cause d'un problème de distribution. Paganelli (Fiat) prend alors la seconde place. Au cours des spéciales suivantes, il réduit son retard sur la Lancia de Munari. Victime d'une intoxication alimentaire, Munari ne peut résister, et Paganelli s'impose en tête dès la huitième spéciale. Le passage à vide du pilote Lancia sera de courte durée, mais va permettre à Paganelli d'achever la première étape avec plus d'une minute d'avance sur les Lancia de Munari et Simo Lampinen. Quatrième, le Britannique Brian Culcheth (Morris Marina) accuse déjà un retard de plus de cinq minutes sur les hommes de tête. Il devance l'Alpine de Guy Chasseuil, retardée en début de course par des problèmes d'éclairage.

### Deuxième étape
En début d'étape, Paganelli parvient à maintenir son avance sur les Lancia de Munari et Lampinen, mais au cours de la dix-neuvième spéciale, à la réception d'une bosse, il endommage suspension et direction et doit renoncer. Munari se retrouve en tête devant son coéquipier, et sauf incident les Lancia ont désormais course gagnée. Auteur d'une belle remontée, Chasseuil pointe en troisième position, devant la Toyota de Walter Boyce qui a bénéficié de l'abandon de Culcheth (différentiel). Malheureusement pour le pilote français, au cours de la trente-et-unième spéciale, il se fait surprendre dans une courbe juste après une bosse et ne peut éviter la sortie de route. La direction de l'Alpine est cassée, c'est l'abandon. La fin de l'épreuve se déroule sans incident notable, Munari emportant une deuxième victoire consécutive. Second, Lampinen assure le doublé pour Lancia, qui s'empare de la tête du championnat du monde au détriment de Fiat dont aucune voiture ne figure à l'arrivée. Grâce à l'abandon de Chasseuil, Boyce termine à la troisième place et premier pilote local.

### Classement général
| Pos | No  | Pilote         | Copilote             | Voiture            | Temps             | Écart           | Groupe |
| --- | --- | -------------- | -------------------- | ------------------ | ----------------- | --------------- | ------ |
| 1   | 103 | Sandro Munari  | Mario Mannucci       | Lancia Stratos HF  | 4 h 54 min 31 s 8 |                 | 4      |
| 2   | 107 | Simo Lampinen  | John Davenport       | Lancia Beta Coupé  | 4 h 56 min 50 s 4 | + 2 min 18 s 6  | 4      |
| 3   | 101 | Walter Boyce   | Stuart Gray          | Toyota Celica      | 5 h 07 min 46 s 2 | + 13 min 14 s 4 | 2      |
| 4   | 116 | Keith Billows  | John Campbell        | Ford Escort RS1600 | 5 h 16 min 50 s 4 | + 22 min 18 s 6 | 2      |
| 5   | 141 | Eric Jones     | Mark Hathaway        | Datsun 510 SSS     | 5 h 21 min 10 s 2 | + 26 min 38 s 4 | 2      |
| 6   | 117 | Bo Skowronnek  | Tony Woodlands       | Datsun 240Z        | 5 h 23 min 23 s 4 | + 28 min 51 s 6 | 4      |
| 7   | 118 | Jacques Racine | Michel Poirier-Defoy | Datsun 510 SSS     | 5 h 28 min 01 s 8 | + 33 min 30 s 0 | 2      |
| 8   | 108 | John Smiskol   | Carol Smiskol        | Datsun 260Z        | 5 h 32 min 31 s 2 | + 37 min 59 s 4 | 4      |
| 9   | 122 | Glen Thomas    | Ron Arthur           | Datsun 510         | 5 h 39 min 44 s 4 | + 45 min 12 s 6 | 2      |
| 10  | 121 | Howard Whan    | Jim Pue-Christie     | Datsun 510         | 5 h 53 min 13 s 2 | + 58 min 41 s 4 | 2      |

- Les groupes sont donnés à titre indicatif, les organisateurs utilisant une autre classification.
- Le classement officiel a été établi en minutes et centièmes de minute[3], converti en heures, minutes et secondes dans le tableau ci-dessus par souci de clarté.

### Hommes de tête
- ES1 à ES7 :  Sandro Munari -  Mario Mannucci (Lancia Stratos HF)
- ES8 à ES18 :  Alcide Paganelli -  ‘Ninni’ Russo (Fiat 124 Abarth Spider)
- ES19 à ES40 :  Sandro Munari -  Mario Mannucci (Lancia Stratos HF)

### Vainqueurs d'épreuves spéciales
- Sandro Munari -  Mario Mannucci (Lancia Stratos HF) : 11 spéciales (ES 1, 3, 5 à 7, 13, 16, 17, 20, 21, 31)
- Simo Lampinen -  John Davenport (Lancia Beta Coupé) : 7 spéciales (ES 10, 14, 15, 19, 22, 30, 37)
- Alcide Paganelli -  ‘Ninni’ Russo (Fiat 124 Abarth Spider) : 6 spéciales (ES 2, 4, 8, 9, 11, 12)
- Walter Boyce -  Stuart Gray (Toyota Celica) : 5 spéciales (ES 32 à 36)
- Guy Chasseuil -  Jean-Pierre Rouget (Alpine A110 1600) : 4 spéciales (ES 18, 27 à 29)
- Keith Billows -  John Campbell (Ford Escort RS1600) : 4 spéciales (ES 23, 38 à 40)

## Résultats des principaux engagés
| No  | Pilote            | Copilote             | Voiture                | Groupe | Classement général                  |
| --- | ----------------- | -------------------- | ---------------------- | ------ | ----------------------------------- |
| 101 | Walter Boyce      | Stuart Gray          | Toyota Celica          | 2      | 3e à 13 min 14 s 4                  |
| 102 | Markku Alén       | Ilkka Kivimäki       | Fiat 124 Abarth Spider | 4      | ab. dans 3e spéciale (accident)     |
| 103 | Sandro Munari     | Mario Mannucci       | Lancia Stratos HF      | 4      | 1er                                 |
| 104 | Alcide Paganelli  | ‘Ninni’ Russo        | Fiat 124 Abarth Spider | 4      | ab. dans 19e spéciale (suspension)  |
| 105 | Sobiesław Zasada  | Jerzy Dobrzańsky     | Porsche Carrera RS     | 4      | ab. (copilote malade)               |
| 106 | Jim Walker        | Terry Palmer         | Volvo 142 S            | 2      | ab. dans 2e étape (différentiel)    |
| 107 | Simo Lampinen     | John Davenport       | Lancia Beta Coupé      | 4      | 2e à 2 min 18 s 6                   |
| 108 | John Smiskol      | Carol Smiskol        | Datsun 260Z            | 4      | 8e à 37 min 59 s 4                  |
| 109 | Brian Culcheth    | Johnstone Syer       | Morris Marina          | 2      | ab. dans 2e étape (différentiel)    |
| 110 | Jean-Paul Pérusse | John Bellefleur      | Fiat 124 Abarth Spider | 4      | ab. dans 2e étape (boîte bloquée)   |
| 112 | Mauro Pregliasco  | Angelo Garzoglio     | Lancia Beta Coupé      | 4      | ab. dans 3e spéciale (distribution) |
| 113 | Taisto Heinonen   | Beatty Crawford      | Toyota Corolla 1600    | 2      | Forfait                             |
| 116 | Keith Billows     | John Campbell        | Ford Escort RS1600     | 2      | 4e à 22 min 18 s 6                  |
| 117 | Bo Skowronnek     | Tony Woodlands       | Datsun 240Z            | 4      | 6e à 28 min 51 s 6                  |
| 118 | Jacques Racine    | Michel Poirier-Defoy | Datsun 510 SSS         | 2      | 7e à 33 min 30 s 0                  |
| 121 | Howard Whan       | Jim Pue-Christie     | Datsun 510             | 2      | 10e à 58 min 41 s 4                 |
| 122 | Glen Thomas       | Ron Arthur           | Datsun 510             | 2      | 9e à 45 min 12 s 6                  |
| 141 | Eric Jones        | Mark Hathaway        | Datsun 510 SSS         | 2      | 5e à 26 min 38 s 4                  |
| 165 | Guy Chasseuil     | Jean-Pierre Rouget   | Alpine A110 1600       | 4      | ab. dans 31e spéciale (accident)    |

## Classement du championnat à l'issue de la course
- attribution des points : 20, 15, 12, 10, 8, 6, 4, 3, 2, 1 respectivement aux dix premières marques de chaque épreuve (sans cumul, seule la voiture la mieux classée de chaque constructeur marque des points)
- seuls les six meilleurs résultats (sur huit épreuves) sont retenus pour le décompte final des points[2].

| Pos. | Marque         | Points | POR | SAF | FIN | SAN | RID | PRE | RAC | COR |
| ---- | -------------- | ------ | --- | --- | --- | --- | --- | --- | --- | --- |
| 1    | Lancia         | 52     | -   | 12  | -   | 20  | 20  |     |     |     |
| 2    | Fiat           | 48     | 20  | 1   | 12  | 15  | -   |     |     |     |
| 3    | Ford           | 34     | 2   | 2   | 20  | -   | 10  |     |     |     |
| 4    | Datsun         | 26     | 8   | 10  | -   | -   | 8   |     |     |     |
| 5    | Porsche        | 23     | -   | 15  | -   | 8   | -   |     |     |     |
| 6    | Toyota         | 22     | 10  | -   | -   | -   | 12  |     |     |     |
| 7    | Mitsubishi     | 20     | -   | 20  | -   | -   | -   |     |     |     |
| 8    | Opel           | 15     | -   | -   | 3   | 12  | -   |     |     |     |
| 9    | Saab           | 10     | -   | -   | 10  | -   | -   |     |     |     |
| 10   | Alpine-Renault | 6      | 6   | -   | -   | -   | -   |     |     |     |
| 11   | BMW            | 4      | 4   | -   | -   | -   | -   |     |     |     |
| 11=  | Peugeot        | 4      | -   | 4   | -   | -   | -   |     |     |     |
| 13   | Citroën        | 3      | 3   | -   | -   | -   | -   |     |     |     |